# Chocolatada
Una chocolatada es un evento social en el que la ingesta de chocolate se convierte en el motor de la reunión. Suele tratarse de una reunión festiva con carácter conmemorativo o de celebración.

## Historia
El chocolate era cultivado y utilizado habitualmente por los antiguos habitantes de Mesoamérica. La semilla de cacao era utilizada en crudo como moneda o, debidamente preparada, como parte de rituales religiosos, como medicina, o sencillamente como alimento.
Preparación: Se tiene que agregar primero el cacao a gusto, luego si se quiere o no se le puede agregar azúcar (no es obligatorio) y por último agregar la leche. Otra manera es comprando un chocolate que es especial para hacer chocolatada y meterla en un vaso de leche para luego derretirse y formarse la misma.

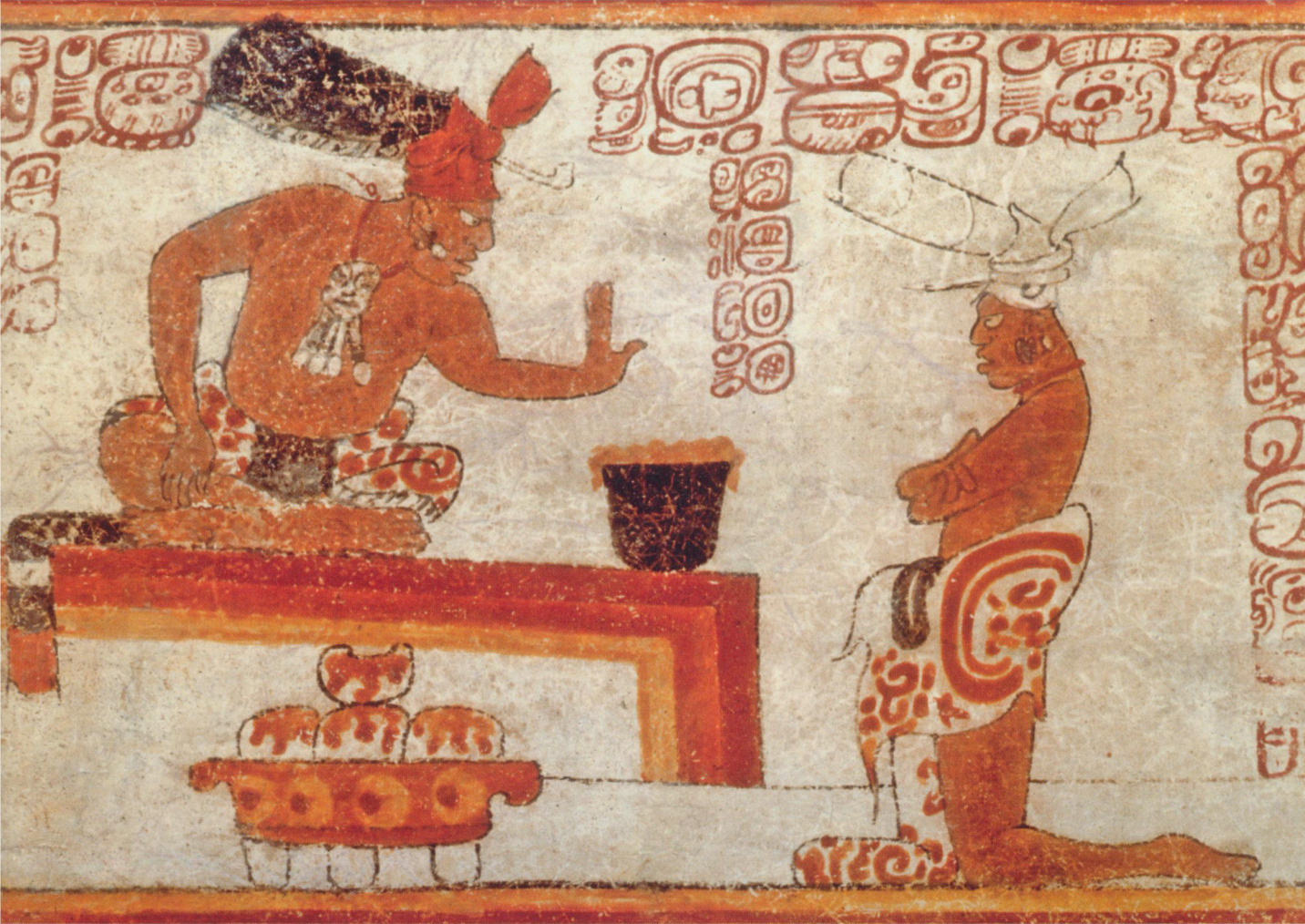
El cacao era un elemento ceremonial en las sociedades precolombinas.

Es con la llegada de los europeos a América cuando el chocolate pierde la mayoría de los usos que recibía y comienza a ser utilizado únicamente como alimento, debidamente especiado y preparado. Sin embargo, el hecho de que el cacao fuera un alimento de carácter sagrado influye en la forma en que es presentado a los españoles, que lo empezarán a considerar como una bebida adecuada para celebraciones y eventos importantes. Las nuevas formas de preparar el chocolate resultan del gusto de los paladares europeos de la época y se difunden de forma masiva recetas por todo el Viejo Mundo. En menos de cien años, el chocolate será consumido de forma habitual en monasterios, reuniones de la Corte, entrevistas con embajadores y sobre todo en los eventos sociales de las clases acomodadas a través de su preparación en las antiguas confiterías de la capital.

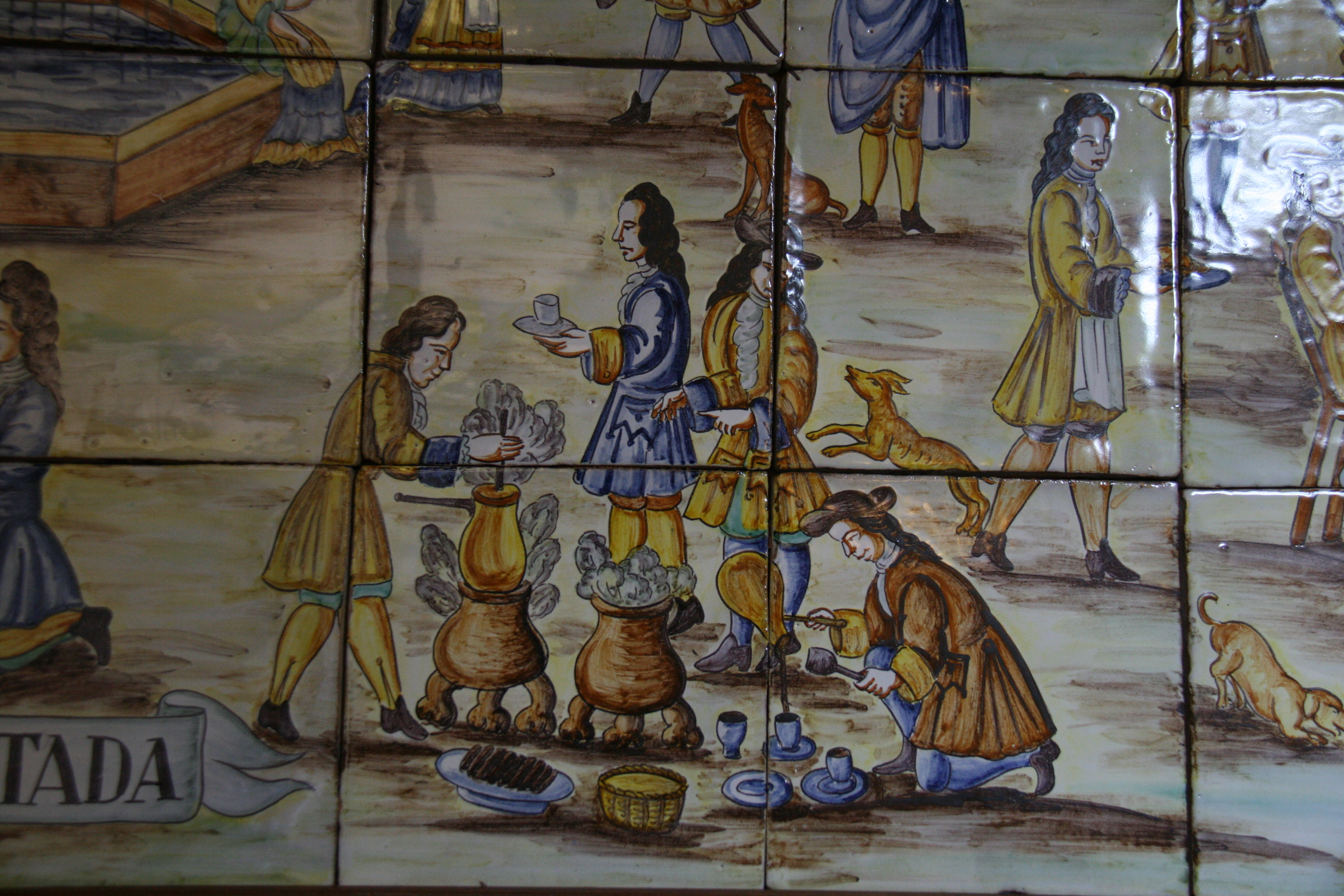
Chocolatada preparada al estilo tradicional en las calles de Madrid.

Desde el siglo XVII existen registros de la celebración de chocolatadas por toda Europa. Los nuevos avances surgidos en la Revolución Industrial también influyen en la forma de preparar el chocolate y poco a poco las máquinas irán sustituyendo a los métodos tradicionales de preparación de la bebida. No obstante, las nuevas formas de presentación del chocolate, sus sabores y sus combinaciones con otros alimentos resultarán del agrado de la mayoría, y su consumo seguirá aumentando regularmente con el paso del tiempo.

## Actualidad
En la actualidad el chocolate es utilizado profusamente en el ámbito de la repostería y de la cocina, y su uso en eventos sociales permanece más vigente que nunca. En España es habitual su consumo como bebida caliente en los meses más fríos del año, ya sea solo o acompañado de churros o porras. Es muy común la ingesta de chocolatadas entre amigos y familiares durante las fechas navideñas, ya sea en puestos ambulantes o como un evento más de la fiesta de despedida del año. Así mismo, tanto en España como en otros países es frecuente la presencia del chocolate en las fiestas patronales o en celebraciones destacadas.